# La Rinascente
La Rinascente est une société italienne de grands magasins haut de gamme spécialisée dans le secteur des produits d'habillement et d'équipement pour la maison, dont le siège est à Milan, en Lombardie. La société a été membre de l'Association internationale des grands magasins de 1959 à 2008. 
Ses magasins sont traditionnellement implantés dans le centre des principales villes italiennes. 

## Histoire
C'est en 1865 que les frères Luigi et Ferdinando Bocconi ouvrent à Milan, via Santa Radegonda, le premier grand magasin italien dans lequel sont vendus des vêtements de prêt-à-porter. À cette époque, en Italie comme ailleurs, les vêtements étaient réalisés par des tailleurs et des couturières, les boutiques ne vendant que des tissus.
Le succès fut immédiat, ce qui permit l'ouverture d'un second magasin à Milan, Piazza del Duomo en 1877. Bien d'autres suivirent à partir du début du XXe siècle.
En 1917, le sénateur Borletti rachète la société et oriente les ventes vers le haut de gamme en cherchant les produits élégants à la mode, sans pour autant augmenter excessivement les prix. Le but était de donner une image plus  « démocratique » du magasin, pour attirer une clientèle huppée mais aussi de la moyenne bourgeoisie. Pour augmenter la fréquentation et l'attrait de son magasin de la Piazza del Duomo, il ajoute d'autres services comme une banque et un bureau de poste. 
Les effets de la crise de 1929 sont très pénalisants pour le commerce mais La Rinascente s'en tire plutôt mieux que ses concurrents.
C'est Gabriele D'Annunzio qui avait baptisé le magasin La Rinascente en 1917, qui veut dire « la Renaissante ». La publicité était confiée à Marcello Dudovich, grand spécialiste en communication et la ligne mobilier était signée Gio Ponti, architecte et styliste de renommée mondiale.
Durant les années 1950, la Rinascente profitera du  miracle économique italien en créant un rayon pour les produits électro-ménagers. Ce fut ensuite la création d'une usine de prêt à porter féminin spécifique pour la chaîne de magasins.
En 1969, la société est vendue à la famille Agnelli et au groupe Fiat à travers Ifil. Sa gestion maintiendra le niveau qualitatif des produits avec toujours la volonté d'offrir des produits haut de gamme. Vers la fin des années 1990-2000, une coentreprise est créée avec la chaîne française Auchan pour se lancer dans la grande distribution alimentaire avec une nouvelle enseigne. Les résultats ne furent pas merveilleux car la grande distribution italienne obéit à des critères différents de ceux en vigueur en France. Les produits alimentaires sont de marque et les produits des distributeurs sont souvent boudés.
En 2005, Ifil vend la société à un groupe d'investisseurs : Investitori Associati, Pirelli Real Estate, RREEF Deutsche Bank et surtout la famille Borletti qui en reprend la gestion. 
Fin 2005, La Rinascente employait 2 000 salariés et son chiffre d'affaires s'élevait à 365,5 M d'euros.
En 2009, les propriétaires rachètent en France les magasins Printemps au groupe PPR.
En septembre 2010 est annoncée la liquidation du grand magasin de luxe pour hommes "MADELIOS".
Courant 2011 : le groupe thaïlandais Central Retail Corporation (CRC) rachète les parts de RREEF, Investitori Associati, et Pirelli Real Estate (96%), et prend le contrôle du groupe.

## Sources
- (it) Cet article est partiellement ou en totalité issu de l’article de Wikipédia en italien intitulé « La Rinascente » (voir la liste des auteurs).